# Селкуца (Долж)
Селкуца (рум. Sălcuța) — село у повіті Долж в Румунії. Входить до складу комуни Селкуца.
Село розташоване на відстані 212 км на захід від Бухареста, 31 км на захід від Крайови.

## Населення
За даними перепису населення 2002 року у селі проживали 689 осіб.
Національний склад населення села:
| Національність | Кількість осіб | Відсоток |
| -------------- | -------------- | -------- |
| румуни         | 656            | 95,2%    |
| цигани         | 31             | 4,5%     |

Рідною мовою назвали:
| Мова      | Кількість осіб | Відсоток |
| --------- | -------------- | -------- |
| румунська | 657            | 95,4%    |
| циганська | 31             | 4,5%     |